# Trachelopachys ammobates
Trachelopachys ammobates là một loài nhện trong họ Trachelidae.
Loài này thuộc chi Trachelopachys. Trachelopachys ammobates được miêu tả năm 1995 bởi Norman I. Platnick & Rocha.